# Seoul FC Martyrs
Seoul FC Martyrs (kor. 서울 FC 마르티스), klub piłkarski z Korei Południowej, z północnej części Seulu, występujący w K3 League (3. liga).